# 圣迪济耶莱多迈讷
圣迪济耶莱多迈讷（法語：Saint-Dizier-les-Domaines，法語發音：[sɛ̃ dizje le dɔmɛn]）是法国克勒兹省的一个市镇，属于盖雷区。该市镇总面积15.89平方公里，2009年时的人口为190人。

## 人口
圣迪济耶莱多迈讷人口变化图示